# إيفو هيوبيرجير
إيفو هيوبيرجير مواليد 19 فبراير 1976 في سويسرا، هو لاعب كرة مضرب سويسري سابق بدأ مسيرته كمحترف سنة 1997 وكان يلعب باليد اليمنى، اعتزل اللعب في 2006. أعلى تصنيف له في الفردي كان المركز الـ 102 في سنة 2002. أعلى تصنيف له في الزوجي كان المركز الـ 114 في سنة 2001.

## روابط خارجية
- إيفو هيوبيرجير على موقع رابطة محترفي التنس (الإنجليزية)
- إيفو هيوبيرجير على موقع الاتحاد الدولي لكرة المضرب (الإنجليزية)
- إيفو هيوبيرجير على موقع كأس ديفيز (الإنجليزية)
- إيفو هيوبيرجير على موقع خلاصة التنس.كوم (الإنجليزية)